# Magyarcsaholy
Magyarcsaholy (Cehăluț) falu Romániában. Szatmár megye egyik települése, Oláhcsaholy község központja.

## Fekvése
Tasnád városától délre fekszik. A Magyarcsaholyi-Batától nyugatra.

## Története
1330-ban említették először az oklevelek, Chohal néven. 1449-ben nevét Magiarcsaholynak írták.
1429-ben Zsigmond király új adományként erősítette meg birtokaikban és iktatta be (Csaholy, Magyar-, Oláh- és Felső- Oláhcsaholy és) birtokaikba 1476-ban a három Csaholy településnek (Magyar-, Oláh-, és Felső-Monostoroscsaholy és Orrothlan nevű birtokaikba) udvari híveit, a Csaholyi család tagjait: Csaholyi Jánost, Csaholyi István fiát és Csaholyi Lászlót, kik Boszniában harcoltak.
1476-ban Magyar-, Oláh- és Felső-Oláhcsaholy földesurai a Becskyek voltak.
1477-ben a tasnádi uradalom tartozékaként szerepelt, s a hadadi uradalom helységei között sorolták fel. Ekkor Bélteki Drágfi Miklóst iktatták be a három Csaholy birtokába.
1547-ben Magyar-, Oláh- és Közép-Csaholy birtokába Radóczi -Horváth Miklóst, majd Csaholyi Imre leányait Melith Györgyné Annát és Radolchi Horváth Miklósné Katalint iktatták be.
1919-ig Magyarországhoz tartozott, Szilágy vármegye részeként. 1910-ben 1162 magyar lakosa volt.
1992-ben 869 magyar és román magyar nemzetiségű lakos lakta. (A magyarok a lakosság 85%-át alkotják.)